# Dianna Agron
Dianna Elise Agron (Savannah, 30 aprile 1986) è un'attrice e cantante statunitense, nota principalmente per il ruolo di Quinn Fabray nella serie televisiva Glee.

## Biografia
Dianna Agron è nata a Savannah, in Georgia, e cresciuta tra San Antonio, in Texas, e San Francisco, in California. È figlia di Maria Barnes e Ronald S. Agron, un manager degli hotel Hyatt. La famiglia paterna è originaria della Russia e il loro cognome originario, Agronsky, è stato modificato dai funzionari di Ellis Island. Il padre è ebreo, mentre la madre si è convertita all'ebraismo; Agron ha frequentato una scuola ebraica e ha celebrato il suo bat mitzvah. Ha conseguito gli studi a Burlingame, California, e ha iniziato a danzare all'età di tre anni e già da adolescente è diventata insegnante.

### Carriera da attrice

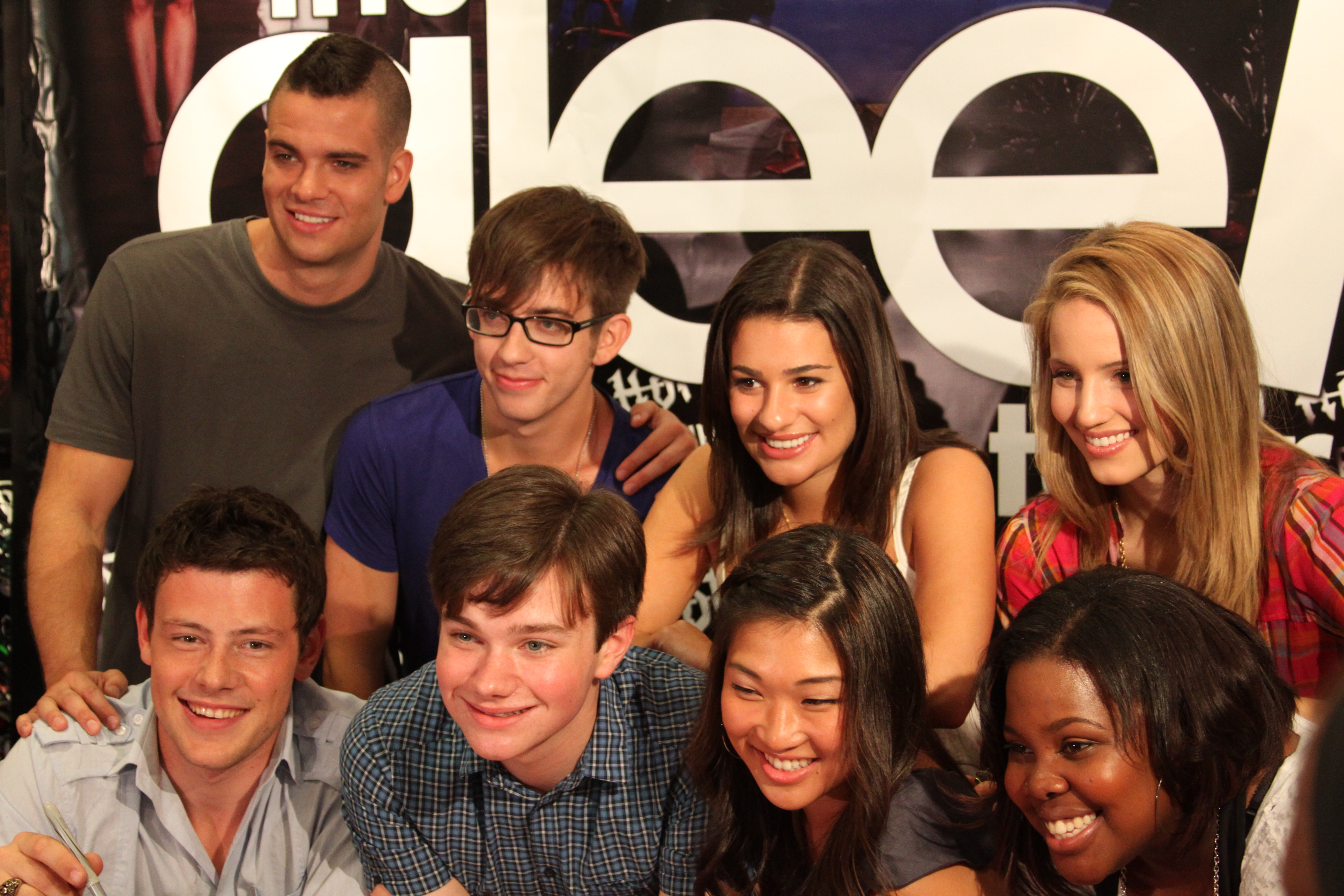
Dianna Agron in alto a destra insieme al cast di Glee nel 2009

Prima di approdare al successo con la serie televisiva Glee, l'attrice è apparsa in Close to Home, Shark, CSI: NY, Numb3rs e ha avuto un ruolo di discreta rilevanza in Veronica Mars. Nel 2007 ha lavorato in It's a Mall World, una miniserie composta da vari cortometraggi diretti dall'attore Milo Ventimiglia e trasmessi da MTV e in seguito nella seconda stagione di Heroes, interpretando il ruolo di Debbie Marshall, il capo cheerleader della squadra Costa Verde High School. Dianna è stata anche ospite di un mini festival musicale a Los Angeles chiamato Chicken in Love.
Agron diviene nota al grande pubblico nel 2009 per il ruolo di Quinn Fabray, la capo cheerleader della serie televisiva Glee. Nel 2011 ha interpretato il ruolo di Natalie nel film Burlesque, assieme a Christina Aguilera e Cher. Sempre nello stesso anno ha recitato nel thriller fantascientifico Sono il Numero Quattro, diretto da D.J. Caruso ed interpretato al fianco di Alex Pettyfer e Timothy Olyphant.
Il 22 luglio 2012 è stata ospite al Giffoni Film Festival dove ha risposto ad alcune domande e incontrato i fan. Nel 2013 è stata la protagonista del videoclip Just Another Girl della band The Killers e ha interpretato il ruolo di Belle in Cose Nostre - Malavita di Luc Besson, recitando al fianco di Robert De Niro e Michelle Pfeiffer. L'anno successivo ha partecipato al videoclip del singolo di successo planetario I'm Not The Only One del cantante britannico Sam Smith.
Nel 2015 viene scelta come protagonista dello spettacolo teatrale McQueen, ispirato alla figura dello stilista Alexander McQueen, al fianco di Stephen Wight. Lo spettacolo ha debuttato al St. James Theatre di Londra il 12 maggio 2015. Nello stesso anno vengono distribuiti i film Zipper, dove ha una piccola parte, e Bare dove veste i panni della protagonista Sarah. Nel 2016 appare nel film Tumbledown.

### Carriera da regista
Agron ha lavorato in più occasioni come regista. Nel 2009 ha scritto, diretto, recitato e prodotto il cortometraggio A Fuchsia Elephant, mai pubblicato. Nel 2010 ha diretto il video per la canzone Body della band Thao & the Get Down Stay Down. Nel 2014 torna dietro la macchina da presa per il videoclip di Till Sunrise della band Goldroom, dove fa un'apparizione anche suo fratello Jason. Nel 2016 ha diretto il cortometraggio L'Américaine sotto richiesta della stilista Tory Burch.

### Vita privata
Nel 2011 Agron si sottopone ad un'operazione al naso per correggere il proprio setto nasale deviato, causato da un pugno ricevuto quando era adolescente. Nel 2015 si fidanza ufficialmente con Winston Marshall, membro del gruppo Mumford & Sons; la coppia convola a nozze il 15 ottobre 2016.
Nell'agosto 2020 diverse fonti confermano la loro separazione dopo 3 anni di matrimonio.

## Filmografia

### Attrice

#### Cinema
- Chiamata da uno sconosciuto (When a Stranger Calls), regia di Simon West (2006)
- T.K.O (Urban Assault), regia di Declan Mulvey (2007)
- Skid Marks, regia di Karl Kozak (2007)
- Scouts Honor, regia di Jesse Bryan (2007)
- The Romantics, regia di Galt Niederhoffer (2010)
- Burlesque, regia di Steve Antin (2010)
- Bold Native, regia di Denis Henry Hennelly (2010)
- The Hunters, regia di Chris Briant (2011)
- Glee: The 3D Concert Movie, regia di Kevin Tancharoen (2011)
- Sono il Numero Quattro (I Am Number Four), regia di D.J. Caruso (2011)
- Cose nostre - Malavita (The Family), regia di Luc Besson (2013)
- Zipper, regia di Mora Stephens (2015)
- Tumbledown - Gli imprevisti della vita (Tumbledown), regia di Sean Mewshaw (2015)
- Bare, regia di Natalia Leite (2015)
- Novitiate - La scelta (Novitiate), regia di Maggie Betts (2017)
- The Crash - Minaccia a Wall Street (The Crash), regia di Aram Rappaport (2017)
- Hollow in the Land, regia di Scooter Corkle (2017)
- Against the Clock, regia di Mark Polish (2019)
- Berlin, I Love You, registi vari (2019)
- The Laureate, regia di William Nunez (2020)
- Shiva Baby, regia di Emma Seligman (2021)
- Una seconda occasione (As They Made Us), regia di Mayim Bialik (2022)
- Acidman, regia di Alexandre Lehmann (2022)
- Clock, regia di Alexis Jacknow (2023)

#### Televisione
- After Midnight: Life Behind Bars, regia di Brian Hanson - film TV (2006)
- Close to Home - Giustizia ad ogni costo (Close to Home) – serie TV, episodio 2×06 (2006)
- CSI: NY (CSI: New York) – serie TV, episodio 3×07 (2006)
- Shark - Giustizia a tutti i costi (Shark) – serie TV, episodio 1×08 (2006)
- Drake & Josh – serie TV, episodio 4×06 (2006)
- Veronica Mars – serie TV, 3 episodi (2006–2007)
- Heroes – serie TV, 5 episodi (2007)
- It's a Mall World - miniserie TV, 3 episodio (2007)
- Numb3rs (Numbers) – serie TV, episodio 5×04 (2008)
- Glee – serie TV, 73 episodi (2009–2015)
- Jodie, il prescelto (The Chosen One) – serie TV, 6 episodi (2023)

#### Cortometraggi
- Rushers, regia di Joey Boukadakis (2007)
- Dinner with Raphael, regia di Joey Boukadakis (2009)
- A Fuchsia Elephant, regia di Dianna Agron (2009)

#### Videoclip musicali
- Just Another Girl dei The Killers, regia di Warren Fu (2013)
- I'm Not The Only One di Sam Smith, regia di Luke Monaghan (2014)

Podcast
- Narcissa – podcast (2022–in corso)

### Doppiatrice

#### Cinema
- Ralph spacca Internet (Ralph Breaks the Internet), regia di Rich Moore e Phil Johnston (2018)

#### Televisione
- Robot Chicken – serie animata, episodio 10×13 (2020)

### Regista
- A Fuchsia Elephant, regia di Dianna Agron (2009) – cortometraggio
- L'Américaine, regia di Dianna Agron (2015) – cortometraggio
- Berlin, I Love You, registi vari (2019)

## Tournée
Residency Show
- 2022 - Carlyle

## Doppiatrici italiane
Nelle versioni in italiano delle opere in cui ha recitato, Dianna Agron è stata doppiata da:
- Valentina Mari in Glee, Sono il Numero Quattro, Glee: The 3D Concert Movie, Cose nostre - Malavita, Clock
- Francesca Manicone in Heroes, Numb3rs
- Eleonora Reti in Berlin, I Love You, Doctor Odyssey
- Camilla Gallo in The Crash - Minaccia a Wall Street
- Cecilia Zincone in Tumbledown - Gli imprevisti della vita
- Elisa Angeli in The Romantics
- Margherita De Risi in Jodie, il prescelto[18]

Da doppiatrice è sostituita da:
- Benedetta Degli Innocenti in Ralph spacca internet